# R- und S-Sätze
Die R- und S-Sätze („Risiko- und Sicherheitssätze“, englisch risk and safety) waren kodifizierte Warnhinweise zur Charakterisierung der Gefahrenmerkmale von Gefahrstoffen, also Elementen und Verbindungen sowie daraus hergestellten gefährlichen Zubereitungen. Sie waren zusammen mit den Gefahrenbezeichnungen und den jeweils dazugehörenden Gefahrensymbolen die wichtigsten Hilfsmittel für die innerhalb der EU vorgeschriebene Gefahrstoffkennzeichnung nach Richtlinie 67/548/EWG.
Die R-Sätze waren der Ausgangspunkt bei der Einstufung eines gefährlichen Stoffes. Lagen diese fest, so ergaben sich daraus sowohl die hierzu erforderlichen Gefahrenbezeichnungen mit Gefahrensymbolen als auch die nötigen S-Sätze.
Das global harmonisierte System zur Einstufung und Kennzeichnung von Chemikalien (GHS) ersetzt diese Gefahrstoffkennzeichnung. Für Stoffe ist die GHS-Kennzeichnung seit dem 1. Dezember 2012 obligatorisch, für Gemische (zuvor „Zubereitungen“ genannt) seit dem 1. Juni 2015. Restbestände von Gemischen, die noch mit R- und S-Sätzen gekennzeichnet waren, konnten bis zum 31. Mai 2017 abverkauft werden. Nach GHS eingestufte Stoffe und Gemische werden mit GHS-Gefahrenpiktogrammen und H- und P-Sätzen gekennzeichnet.

## Rechtliche Grundlagen
Die Richtlinie 67/548/EWG führt in Anhang I eine große Zahl einzelner Gefahrstoffe auf und gibt für jeden dort gelisteten Stoff eine Einstufung und Kennzeichnung vor. Stoffe, also einzelne chemische Elemente oder Verbindungen, welche nicht in Anhang I der Richtlinie 67/548/EWG aufgeführt sind, werden gemäß Anhang VI dieser Richtlinie eingestuft und gekennzeichnet; Zubereitungen sind gemäß Richtlinie 99/45/EWG einzustufen und zu kennzeichnen. Die R- und S-Sätze beschreiben lediglich Gefahrenmerkmale, welche aus den chemischen Eigenschaften der Substanzen resultieren, also keine Radioaktivität oder Infektionsgefahren.
Die Wortlaute der R- und S-Sätze sind im Anhang III und IV dieser Richtlinie für die jeweilige EU-Sprache normiert. Vorgeschrieben war nach den zur Umsetzung der Richtlinie nötigen nationalen Gesetzen die Angabe auf der Verpackung in der oder den jeweiligen Landessprachen (Verkehrssprachen) der Länder, in denen der gefährliche Stoff oder die Zubereitung in Verkehr gebracht wurde. Zum Warenverkehr innerhalb der oder in die EU war es deshalb notwendig, dass diese Texte vom Exporteur in den Verkehrssprachen der jeweiligen Importländer auf der Verpackung angebracht wurden. Zusätzlich war die Angabe der Sätze im Sicherheitsdatenblatt vorgeschrieben.
Die Umsetzung der Kennzeichnungsregeln erfolgte in Deutschland über die Gefahrstoffverordnung.
In der Schweiz war das Bundesamt für Gesundheit (BAG) zuständig. Es führte eine eigene Liste mit Übersetzungen.
Die Richtlinie 67/548/EWG wurde durch die am 31. Dezember 2008 veröffentlichte Verordnung (EG) Nr. 1272/2008 über die Einführung des global harmonisierten Systems zur Einstufung und Kennzeichnung von Chemikalien (GHS) abgelöst. Mit diesem seit 1992 durch eine UN-Kommission erarbeiteten System werden die Warnsymbole und die Warntexte für Gefahrstoffe neu definiert und weltweit vereinheitlicht. Somit war die Gültigkeit der R- und S-Sätze (sowie der bisherigen Gefahrensymbole mit ihren Gefahrenhinweisen) auf die im GHS festgelegten Übergangsfristen begrenzt.

### Fortwirkung
Für das Punktesystem zur Einstufung von Stoffen und Gemischen in Wassergefährdungsklassen nach der deutschen Verordnung über Anlagen zum Umgang mit wassergefährdenden Stoffen (AwSV) vom 18. April 2017 sind die den R-Sätzen zugrundeliegenden Einstufungen weiterhin maßgeblich.

## Kurzschreibweise der Kodierung
Zur Kurzschreibweise der Kodierung gibt es folgende Regelung: Bei einer Aufzählung der Sätze steht nach dem einleitenden Buchstaben (R oder S) zwischen den Ziffern der Sätze entweder ein Bindestrich (-) zur Trennung oder bei bestimmten zulässigen Kombinationen ein Schrägstrich (/) zur zusammenfassenden Angabe in einem einzigen Satz.

## Liste der Hinweise auf besondere Risiken (R-Sätze)
- R 1 In trockenem Zustand explosionsgefährlich.
- R 2 Durch Schlag, Reibung, Feuer und andere Zündquellen explosionsgefährlich.
- R 3 Durch Schlag, Reibung, Feuer und andere Zündquellen besonders explosionsgefährlich.
- R 4 Bildet hochempfindliche explosionsgefährliche Metallverbindungen.
- R 5 Beim Erwärmen explosionsfähig.
- R 6 Mit und ohne Luft explosionsfähig.
- R 7 Kann Brand verursachen.
- R 8 Feuergefahr bei Berührung mit brennbaren Stoffen.
- R 9 Explosionsgefahr bei Mischung mit brennbaren Stoffen.
- R 10 Entzündlich.
- R 11 Leichtentzündlich.
- R 12 Hochentzündlich.
- R 14 Reagiert heftig mit Wasser.
- R 15 Reagiert mit Wasser unter Bildung hochentzündlicher Gase.
- R 16 Explosionsgefährlich in Mischung mit brandfördernden Stoffen.
- R 17 Selbstentzündlich an der Luft.
- R 18 Bei Gebrauch Bildung explosionsfähiger / leicht-entzündlicher Dampf-Luftgemische möglich.
- R 19 Kann explosionsfähige Peroxide bilden.
- R 20 Gesundheitsschädlich beim Einatmen.
- R 21 Gesundheitsschädlich bei Berührung mit der Haut.
- R 22 Gesundheitsschädlich beim Verschlucken.
- R 23 Giftig beim Einatmen.
- R 24 Giftig bei Berührung mit der Haut.
- R 25 Giftig beim Verschlucken.
- R 26 Sehr giftig beim Einatmen.
- R 27 Sehr giftig bei Berührung mit der Haut.
- R 28 Sehr giftig beim Verschlucken.
- R 29 Entwickelt bei Berührung mit Wasser giftige Gase.
- R 30 Kann bei Gebrauch leicht entzündlich werden.
- R 31 Entwickelt bei Berührung mit Säure giftige Gase.
- R 32 Entwickelt bei Berührung mit Säure sehr giftige Gase.
- R 33 Gefahr kumulativer Wirkungen.
- R 34 Verursacht Verätzungen.
- R 35 Verursacht schwere Verätzungen.
- R 36 Reizt die Augen.
- R 37 Reizt die Atmungsorgane.
- R 38 Reizt die Haut.
- R 39 Ernste Gefahr irreversiblen Schadens.
- R 40 Verdacht auf krebserzeugende Wirkung.
- R 41 Gefahr ernster Augenschäden.
- R 42 Sensibilisierung durch Einatmen möglich.
- R 43 Sensibilisierung durch Hautkontakt möglich.
- R 44 Explosionsgefahr bei Erhitzen unter Einschluss.
- R 45 Kann Krebs erzeugen.
- R 46 Kann vererbbare Schäden verursachen.
- R 48 Gefahr ernster Gesundheitsschäden bei längerer Exposition.
- R 49 Kann Krebs erzeugen beim Einatmen.
- R 50 Sehr giftig für Wasserorganismen.
- R 51 Giftig für Wasserorganismen.
- R 52 Schädlich für Wasserorganismen.
- R 53 Kann in Gewässern längerfristig schädliche Wirkungen haben.
- R 54 Giftig für Pflanzen.
- R 55 Giftig für Tiere.
- R 56 Giftig für Bodenorganismen.
- R 57 Giftig für Bienen.
- R 58 Kann längerfristig schädliche Wirkungen auf die Umwelt haben.
- R 59 Gefährlich für die Ozonschicht.
- R 60 Kann die Fortpflanzungsfähigkeit beeinträchtigen.
- R 61 Kann das Kind im Mutterleib schädigen.
- R 62 Kann möglicherweise die Fortpflanzungsfähigkeit beeinträchtigen.
- R 63 Kann das Kind im Mutterleib möglicherweise schädigen.
- R 64 Kann Säuglinge über die Muttermilch schädigen.
- R 65 Gesundheitsschädlich: Kann beim Verschlucken Lungenschäden verursachen.
- R 66 Wiederholter Kontakt kann zu spröder oder rissiger Haut führen.
- R 67 Dämpfe können Schläfrigkeit und Benommenheit verursachen.
- R 68 Irreversibler Schaden möglich.

Folgende R-Sätze können kombiniert werden, um mit weniger Text auszukommen:
- R 14/15 Reagiert heftig mit Wasser unter Bildung hochentzündlicher Gase.
- R 15/29 Reagiert mit Wasser unter Bildung giftiger und hochentzündlicher Gase.
- R 20/21 Gesundheitsschädlich beim Einatmen und bei Berührung mit der Haut.
- R 20/22 Gesundheitsschädlich beim Einatmen und Verschlucken.
- R 20/21/22 Gesundheitsschädlich beim Einatmen, Verschlucken und Berührung mit der Haut.
- R 21/22 Gesundheitsschädlich bei Berührung mit der Haut und beim Verschlucken.
- R 23/24 Giftig beim Einatmen und bei Berührung mit der Haut.
- R 23/25 Giftig beim Einatmen und Verschlucken.
- R 23/24/25 Giftig beim Einatmen, Verschlucken und Berührung mit der Haut.
- R 24/25 Giftig bei Berührung mit der Haut und beim Verschlucken.
- R 26/27 Sehr giftig beim Einatmen und bei Berührung mit der Haut.
- R 26/28 Sehr giftig beim Einatmen und Verschlucken.
- R 26/27/28 Sehr giftig beim Einatmen, Verschlucken und Berührung mit der Haut.
- R 27/28 Sehr giftig bei Berührung mit der Haut und beim Verschlucken.
- R 36/37 Reizt die Augen und die Atmungsorgane.
- R 36/38 Reizt die Augen und die Haut.
- R 36/37/38 Reizt die Augen, Atmungsorgane und die Haut.
- R 37/38 Reizt die Atmungsorgane und die Haut.
- R 39/23 Giftig: ernste Gefahr irreversiblen Schadens durch Einatmen.
- R 39/24 Giftig: ernste Gefahr irreversiblen Schadens bei Berührung mit der Haut.
- R 39/25 Giftig: ernste Gefahr irreversiblen Schadens durch Verschlucken.
- R 39/23/24 Giftig: ernste Gefahr irreversiblen Schadens durch Einatmen und bei Berührung mit der Haut.
- R 39/23/25 Giftig: ernste Gefahr irreversiblen Schadens durch Einatmen und durch Verschlucken.
- R 39/24/25 Giftig: ernste Gefahr irreversiblen Schadens bei Berührung mit der Haut und durch Verschlucken.
- R 39/23/24/25 Giftig: ernste Gefahr irreversiblen Schadens durch Einatmen, Berührung mit der Haut und durch Verschlucken.
- R 39/26 Sehr giftig: ernste Gefahr irreversiblen Schadens durch Einatmen.
- R 39/27 Sehr giftig: ernste Gefahr irreversiblen Schadens bei Berührung mit der Haut.
- R 39/28 Sehr giftig: ernste Gefahr irreversiblen Schadens durch Verschlucken.
- R 39/26/27 Sehr giftig: ernste Gefahr irreversiblen Schadens durch Einatmen und bei Berührung mit der Haut.
- R 39/26/28 Sehr giftig: ernste Gefahr irreversiblen Schadens durch Einatmen und durch Verschlucken.
- R 39/27/28 Sehr giftig: ernste Gefahr irreversiblen Schadens bei Berührung mit der Haut und durch Verschlucken.
- R 39/26/27/28	Sehr giftig: ernste Gefahr irreversiblen Schadens durch Einatmen, Berührung mit der Haut und durch Verschlucken.
- R 42/43 Sensibilisierung durch Einatmen und Hautkontakt möglich.
- R 48/20 Gesundheitsschädlich: Gefahr ernster Gesundheitsschäden bei längerer Exposition durch Einatmen.
- R 48/21 Gesundheitsschädlich: Gefahr ernster Gesundheitsschäden bei längerer Exposition durch Berührung mit der Haut.
- R 48/22 Gesundheitsschädlich: Gefahr ernster Gesundheitsschäden bei längerer Exposition durch Verschlucken.
- R 48/20/21 Gesundheitsschädlich: Gefahr ernster Gesundheitsschäden bei längerer Exposition durch Einatmen und durch Berührung mit der Haut.
- R 48/20/22 Gesundheitsschädlich: Gefahr ernster Gesundheitsschäden bei längerer Exposition durch Einatmen und durch Verschlucken.
- R 48/21/22 Gesundheitsschädlich: Gefahr ernster Gesundheitsschäden bei längerer Exposition durch Berührung mit der Haut und durch Verschlucken.
- R 48/20/21/22 Gesundheitsschädlich: Gefahr ernster Gesundheitsschäden bei längerer Exposition durch Einatmen, Berührung mit der Haut und durch Verschlucken.
- R 48/23 Giftig: Gefahr ernster Gesundheitsschäden bei längerer Exposition durch Einatmen.
- R 48/24 Giftig: Gefahr ernster Gesundheitsschäden bei längerer Exposition durch Berührung mit der Haut.
- R 48/25 Giftig: Gefahr ernster Gesundheitsschäden bei längerer Exposition durch Verschlucken.
- R 48/23/24 Giftig: Gefahr ernster Gesundheitsschäden bei längerer Exposition durch Einatmen und durch Berührung mit der Haut.
- R 48/23/25 Giftig: Gefahr ernster Gesundheitsschäden bei längerer Exposition durch Einatmen und durch Verschlucken.
- R 48/24/25 Giftig: Gefahr ernster Gesundheitsschäden bei längerer Exposition durch Berührung mit der Haut und durch Verschlucken.
- R 48/23/24/25 Giftig: Gefahr ernster Gesundheitsschäden bei längerer Exposition durch Einatmen, Berührung mit der Haut und durch Verschlucken.
- R 50/53 Sehr giftig für Wasserorganismen, kann in Gewässern längerfristig schädliche Wirkungen haben.
- R 51/53 Giftig für Wasserorganismen, kann in Gewässern längerfristig schädliche Wirkungen haben.
- R 52/53 Schädlich für Wasserorganismen, kann in Gewässern längerfristig schädliche Wirkungen haben.
- R 68/20 Gesundheitsschädlich: Möglichkeit irreversiblen Schadens durch Einatmen.
- R 68/21 Gesundheitsschädlich: Möglichkeit irreversiblen Schadens bei Berührung mit der Haut.
- R 68/22 Gesundheitsschädlich: Möglichkeit irreversiblen Schadens durch Verschlucken.
- R 68/20/21 Gesundheitsschädlich: Möglichkeit irreversiblen Schadens durch Einatmen und bei Berührung mit der Haut.
- R 68/20/22 Gesundheitsschädlich: Möglichkeit irreversiblen Schadens durch Einatmen und durch Verschlucken.
- R 68/21/22 Gesundheitsschädlich: Möglichkeit irreversiblen Schadens bei Berührung mit der Haut und durch Verschlucken.
- R 68/20/21/22 Gesundheitsschädlich: Möglichkeit irreversiblen Schadens durch Einatmen, Berührung mit der Haut und durch Verschlucken.

### Reihenfolge der R-Sätze
R-Sätze, die den Gefährlichkeitsmerkmalen „krebserzeugend“, „erbgutverändernd“ und/oder „fortpflanzungsgefährdend“ zugeordnet werden, stehen üblicherweise am Anfang:
- R 45 Kann Krebs erzeugen.
- R 46 Kann vererbbare Schäden verursachen.
- R 49 Kann Krebs erzeugen beim Einatmen.
- R 60 Kann die Fortpflanzungsfähigkeit beeinträchtigen.
- R 61 Kann das Kind im Mutterleib schädigen.

Die anderen Nummern folgten zumeist aufsteigend. Dabei ist zu bemerken, dass (historisch bedingt) zumeist die niedrigen Nummern physikalische Gefahren (z. B. Entflammbarkeit, Explosionsgefahr), die mittleren Nummern Gesundheitsgefahren (z. B. Giftigkeit, Ätzwirkung) und die höheren Nummern Umweltgefahren beschreiben. Natürlich war es dem Anwender freigestellt, die Gefahren als Erstes zu nennen, welche er als besonders groß erachtete.
Eine weitere Besonderheit der Reihenfolge ergibt sich bei den Stoffen mit „Anmerkung E“:

### Sonderfall „Anmerkung E“ in Anhang I der RL 67/548/EWG
Stoffen, die entsprechend Anhang VI Kapitel 4 der Richtlinie 67/548/EWG als krebserzeugend, erbgutverändernd und/oder fortpflanzungsgefährdend der Kategorie 1 oder 2 eingestuft wurden (sogenannten CMR-Stoffen), wird die Anmerkung E dann zugeordnet, wenn sie gleichzeitig als sehr giftig (T+), giftig (T) oder gesundheitsschädlich (Xn) im Sinne einer akuten oder chronischen Gesundheitsgefährdung eingestuft sind. Bei diesen Stoffen wird den Gefahrensätzen R 20, R 21, R 22, R 23, R 24, R 25, R 26, R 27, R 28, R 39, R 40, R 48 und R 65 sowie allen gültigen Kombinationen dieser Gefahrensätze das Wort „Auch“ vorangestellt. Auf ätzende, reizende oder sensibilisierende Eigenschaften findet dies keine Anwendung.
Diese zusätzliche Kennzeichnung erfolgt, weil diese akuten gesundheitlichen Gefahren mit gleichen Gefahrensymbolen und Gefahrenbezeichnungen (Totenkopf mit „sehr giftig“ oder „giftig“ bzw. Andreaskreuz mit „gesundheitsschädlich“) kenntlich gemacht werden müssten.
Diese Regelung hat eine eigene Klasse von R-Sätzen zur Folge.
Wenn also ein Gefahrstoff sowohl z. B. krebserzeugend der Kategorie 1 ist (und deshalb mit Totenkopf gekennzeichnet wurde) und außerdem auch akut giftig beim Einatmen ist, dann bekam er aufgrund dieser doppelten Gefahr die Anmerkung E mit folgendem Ergebnis (Beispiel):
- R: 45-E23 Krebserzeugend. Auch giftig beim Einatmen.

Diese Sätze sollten unmittelbar auf die R-Sätze 45, 46, 49, 60, 61 folgen, da sonst der Sinnzusammenhang für das Wort „Auch“ verloren geht (Negativbeispiel):
- R: 45-4-E23/24/25 Krebserzeugend. Bildet hochempfindliche explosionsgefährliche Metallverbindungen. Auch giftig beim Einatmen, Verschlucken und Berührung mit der Haut.

## Liste der Sicherheitsratschläge (S-Sätze)
- S 1 Unter Verschluss aufbewahren.
- S 2 Darf nicht in die Hände von Kindern gelangen.
- S 3 Kühl aufbewahren.
- S 4 Von Wohnplätzen fernhalten.
- S 5 Unter … aufbewahren. (geeignete Flüssigkeit vom Hersteller anzugeben)
- S 6 Unter … aufbewahren. (inertes Gas vom Hersteller anzugeben)
- S 7 Behälter dicht geschlossen halten.
- S 8 Behälter trocken halten.
- S 9 Behälter an einem gut gelüfteten Ort aufbewahren.
- S 10 Inhalt feucht halten.
- S 11 Zutritt von Luft verhindern.
- S 12 Behälter nicht gasdicht verschließen.
- S 13 Von Nahrungsmitteln, Getränken und  Futtermitteln fernhalten.
- S 14 Von … fernhalten. (inkompatible Substanzen vom Hersteller anzugeben)
- S 15 Vor Hitze schützen.
- S 16 Von Zündquellen fernhalten – Nicht rauchen.
- S 17 Von brennbaren Stoffen fernhalten.
- S 18 Behälter mit Vorsicht öffnen und handhaben.
- S 20 Bei der Arbeit nicht essen und trinken.
- S 21 Bei der Arbeit nicht rauchen.
- S 22 Staub nicht einatmen.
- S 23 Gas/Rauch/Dampf/Aerosol nicht einatmen. (geeignete Bezeichnungen vom Hersteller anzugeben)
- S 24 Berührung mit der Haut vermeiden.
- S 25 Berührung mit den Augen vermeiden.
- S 26 Bei Berührung mit den Augen gründlich mit Wasser abspülen und Arzt konsultieren.
- S 27 Beschmutzte, getränkte Kleidung sofort ausziehen.
- S 28 Bei Berührung mit der Haut sofort abwaschen mit viel … (vom Hersteller anzugeben)
- S 29 Nicht in die Kanalisation gelangen lassen.
- S 30 Niemals Wasser hinzugießen.
- S 31 Von explosionsfähigen Stoffen fernhalten
- S 33 Maßnahmen gegen elektrostatische Aufladung treffen.
- S 34 Schlag und Reibung vermeiden.[Anmerkung 1][7]
- S 35 Abfälle und Behälter müssen in gesicherter Weise beseitigt werden.
- S 36 Bei der Arbeit geeignete Schutzkleidung tragen.
- S 37 Geeignete Schutzhandschuhe tragen.
- S 38 Bei unzureichender Belüftung Atemschutzgerät anlegen.
- S 39 Schutzbrille/Gesichtsschutz tragen.
- S 40 Fußboden und verunreinigte Gegenstände mit … reinigen. (Material vom Hersteller anzugeben)
- S 41 Explosions- und Brandgase nicht einatmen.
- S 42 Beim Räuchern/Versprühen geeignetes Atemschutzgerät anlegen. (Bezeichnung vom Hersteller anzugeben)
- S 43 Zum Löschen … verwenden. (vom Hersteller anzugeben)(wenn Wasser die Gefahr erhöht, anfügen: Kein Wasser verwenden)
- S 44 Bei Unwohlsein ärztlichen Rat einholen (wenn möglich, dieses Etikett vorzeigen).[Anmerkung 1]
- S 45 Bei Unfall oder Unwohlsein sofort Arzt hinzuziehen (wenn möglich, dieses Etikett vorzeigen).
- S 46 Bei Verschlucken sofort ärztlichen Rat einholen und Verpackung oder Etikett vorzeigen.
- S 47 Nicht bei Temperaturen über … °C aufbewahren. (vom Hersteller anzugeben)
- S 48 Feucht halten mit … (vom Hersteller anzugeben)
- S 49 Nur im Originalbehälter aufbewahren.
- S 50 Nicht mischen mit … (vom Hersteller anzugeben)
- S 51 Nur in gut belüfteten Bereichen verwenden.
- S 52 Nicht großflächig für Wohn- und Aufenthaltsräume zu verwenden.
- S 53 Exposition vermeiden – vor Gebrauch besondere Anweisungen einholen. – Nur für den berufsmäßigen Verwender –.
- S 56 Dieses Produkt und seinen Behälter der Problemabfallentsorgung zuführen.
- S 57 Zur Vermeidung einer Kontamination der Umwelt geeigneten Behälter verwenden.
- S 59 Information zur Wiederverwendung/Wiederverwertung beim Hersteller/Lieferanten erfragen.
- S 60 Dieses Produkt und sein Behälter sind als gefährlicher Abfall zu entsorgen.
- S 61 Freisetzung in die Umwelt vermeiden. Besondere Anweisungen einholen/Sicherheitsdatenblatt zu Rate ziehen.
- S 62 Bei Verschlucken kein Erbrechen herbeiführen. Sofort ärztlichen Rat einholen und Verpackung oder dieses Etikett vorzeigen.
- S 63 Bei Unfall durch Einatmen: Verunfallten an die frische Luft bringen und ruhigstellen.
- S 64 Bei Verschlucken Mund mit Wasser ausspülen (Nur wenn Verunfallter bei Bewusstsein ist).

Folgende S-Sätze können kombiniert werden, um mit weniger Text auszukommen:
- S 1/2 Unter Verschluss und für Kinder unzugänglich aufbewahren.
- S 3/7 Behälter dicht geschlossen halten und an einem kühlen Ort aufbewahren.
- S 3/9/14 An einem kühlen, gut gelüfteten Ort, entfernt von … aufbewahren. (die Stoffe, mit denen Kontakt vermieden werden muss, sind vom Hersteller anzugeben)
- S 3/9/14/49 Nur im Originalbehälter an einem kühlen, gut gelüfteten Ort, entfernt von … aufbewahren. (die Stoffe, mit denen Kontakt vermieden werden muss, sind vom Hersteller anzugeben)
- S 3/9/49 Nur im Originalbehälter an einem kühlen, gut gelüfteten Ort aufbewahren.
- S 3/14 An einem kühlen, von … entfernten Ort aufbewahren. (die Stoffe, mit denen Kontakt vermieden werden muss, sind vom Hersteller anzugeben)
- S 7/8 Behälter trocken und dicht geschlossen halten.
- S 7/9 Behälter dicht geschlossen an einem gut gelüfteten Ort aufbewahren.
- S 7/47 Behälter dicht geschlossen und nicht bei Temperaturen über … °C aufbewahren. (vom Hersteller anzugeben)
- S 20/21 Bei der Arbeit nicht essen, trinken oder rauchen.
- S 24/25 Berührung mit den Augen und der Haut vermeiden.
- S 27/28 Bei Berührung mit der Haut beschmutzte, getränkte Kleidung sofort ausziehen und Haut sofort abwaschen mit viel … .(vom Hersteller anzugeben)
- S 29/35 Nicht in die Kanalisation gelangen lassen; Abfälle und Behälter müssen in gesicherter Weise beseitigt werden.
- S 29/56 Nicht in die Kanalisation gelangen lassen; dieses Produkt und seinen Behälter der Problemabfallentsorgung zuführen.
- S 36/37 Bei der Arbeit geeignete Schutzhandschuhe und Schutzkleidung tragen.
- S 36/37/39 Bei der Arbeit geeignete Schutzkleidung, Schutzhandschuhe und Schutzbrille/Gesichtsschutz tragen.
- S 36/39 Bei der Arbeit geeignete Schutzkleidung und Schutzbrille/Gesichtsschutz tragen.
- S 37/39 Bei der Arbeit geeignete Schutzhandschuhe und Schutzbrille/Gesichtsschutz tragen.
- S 47/49 Nur im Originalbehälter bei einer Temperatur von nicht über … °C aufbewahren. (vom Hersteller anzugeben)